# Enicodes fichtelii
Enicodes fichtelii är en skalbaggsart som först beskrevs av Schreibers 1802.  Enicodes fichtelii ingår i släktet Enicodes och familjen långhorningar. Inga underarter finns listade i Catalogue of Life.